# Litoria havina
Litoria havina es una especie de anfibio anuro del género Litoria de la familia Hylidae. 

## Distribución geográfica
Originaria de Nueva Guinea Occidental (Indonesia) y Papúa Nueva Guinea.
Se ha encontrado a 760 metros sobre el nivel del mar en un valle llamado Ok Kam.